# Deja Vu (album Archie Sheppa)
Deja Vu – album muzyczny nagrany przez Archie Shepp Quartet, czyli amerykańskiego saksofonistę jazzowego Archie Sheppa i muzyków, z którymi wielokrotnie grywał w przeszłości. Na płycie znalazło się osiem klasycznych balladowych melodii (w AllMusic płyta ta figuruje jako "French Ballads"). 
Nagrania powstały w nowojorskim The Studio, podczas sesji w dniach 11 i 12 czerwca 2001. CD ukazał się w limitowanej edycji nakładem japońskiej firmy Venus 21 listopada 2001 jako jedna z płyt serii "Venus Jazz Giant Series". 

## Muzycy
- Archie Shepp – saksofon teronowy, śpiew
- Harold Mabern – fortepian
- George Mraz – kontrabas
- Billy Drummond – perkusja

## Lista utworów
| 1. | "What Are You Doing The Rest Of Your Life" (muz. Michel Legrand, sł. Alan i Marilyn Bergman) | 4:47  |
|    |                                                                                              |       |
| 2. | "Petite Fleur" (Sidney Bechet)                                                               | 8:55  |
|    |                                                                                              |       |
| 3. | "Les Feuilles Mortes" (Joseph Kosma)                                                         | 7:27  |
|    |                                                                                              |       |
| 4. | "L'Ame Des Poètes" (Charles Trenet)                                                          | 7:54  |
|    |                                                                                              |       |
| 5. | "Gigi" (muz. Frederick Loewe, sł. Alan Lerner)                                               | 4:01  |
|    |                                                                                              |       |
| 6. | "April in Paris" ((muz. Vernon Duke, sł. E. Y. "Yip" Harburg)                                | 6:29  |
|    |                                                                                              |       |
| 7. | "Sous le Ciel de Paris" (Hubert Giraud)                                                      | 7:46  |
|    |                                                                                              |       |
| 8. | "Deja Vu" (Archie Shepp)                                                                     | 3:13  |
|    |                                                                                              |       |
|    |                                                                                              | 50:32 |
|    |                                                                                              |       |

## Informacje uzupełniające
- Produkcja, mastering, miksowanie nagrań – Tetsuo Hara
- Inżynier dźwięku – Katherine Miller
- Asystent inżyniera – Eiji Takasugi
- Mastering, miksowanie nagrań – Shuji Kitamura
- Koordynacja techniczna – Derek Kwan
- Zdjęcia – John Abbott
- Zdjęcia (front okładki) – Jean-Loup Sieff
- Projekt – Taz
- Łączny czas nagrań – 51:32